# オタカール・トゥルフリーク
オタカール・トゥルフリーク（チェコ語: Otakar Trhlík, 1922年1月19日 - 2005年8月27日）は、チェコの指揮者。

## 経歴
1922年、ブルノで生まれた。ヤナーチェク音楽院で指揮法と作曲を学び、1943年から1947年までプラハ音楽院でパヴェル・デデチェクの薫陶を受けた。卒業後、ヴァーツラフ・ターリヒの助手を務め、1948年から1962年までオストラヴァ国立歌劇場の指揮者を務めた。
1962年から1968年までスロヴァキア放送交響楽団の首席指揮者となり、1963年から1964年までエジプトのカイロ交響楽団の芸術監督を兼任した。1968年から1986年までヤナーチェク・フィルハーモニー管弦楽団の首席指揮者を歴任し、1995年から1997年まではブルノ国立フィルハーモニー管弦楽団の首席指揮者の任に当たった。
指揮活動のほかに教育者としても母校のヤナーチェク音楽院で教鞭をとり、平井秀明などがその教えを受けた。
2005年、ブルノにて没。